# Maisons des 13 et 15 place du Marchix à Fougères
La maisons des 13 et 15 place du Marchix sont deux monuments situés à Fougères, en France.

## Localisation
Les deux maisons sont situées dans le département français d'Ille-et-Vilaine, sur la commune de Fougères, aux nos 13 et 15 de la place du Marchix. Elles sont à 150 m au sud-est du château.

## Architecture
Les façades et les toitures sont inscrites au titre des monuments historiques depuis le 22 mars 1930,.